# Жеремі Нжітап
Жеремі́ Нжіта́п (фр. Geremi Njitap; нар. 20 грудня 1978, Бафусам), також відомий як просто Жеремі — колишній камерунський футболіст, захисник, півзахисник.

## Клубна кар'єра
У дорослому футболі дебютував 1995 року виступами за команду клубу «Расінг Бафуссам», в якій провів один сезон.
1997 року провів 6 матчів у парагвайському «Серро Портеньйо», того ж року уклав контракт з турецьким «Генчлербірлігі», в якому відіграв два сезони.
1999 року молодим камерунцем зацікавився провідний іспанський клуб «Реал Мадрид», до складу якого гравець приєднався 1999 року. Відіграв за королівський клуб наступні три сезони своєї ігрової кар'єри. За цей час виборов титул чемпіона Іспанії, ставав володарем Суперкубка Іспанії з футболу, переможцем Ліги чемпіонів УЄФА (двічі). 2002 року на умовах річної оренди захищав кольори команди англійського «Мідлсбро».
По завершенні оренди повернувся до «Реала», втім відразу ж знову відправився до Англії, уклавши контракт з лондонським «Челсі». Провів у складі «аристократів» наступні чотири роки своєї кар'єри гравця. За цей час додав до переліку своїх трофеїв два титули чемпіона Англії, ставав володарем Кубка англійської ліги (також двічі), володарем Кубка Англії, володарем Суперкубка Англії з футболу.
З 2007 року три сезони захищав кольори команди клубу «Ньюкасл Юнайтед», в якому спочатку стабільно виходив на поле в основному складі, але згодом втратив довіру тренерів.
2010 року провів декілька матчів за турецький «Анкарагюджю», того ж року приєднався до грецького клубу «Лариса», відіграв за лариський клуб 10 матчів в національному чемпіонаті.
Згодом був гравцем індонезійського «Клуб Індонезьєн».

## Виступи за збірну
1996 року дебютував в офіційних матчах у складі національної збірної Камеруну, кольори якої захищав до 2010. Провів у формі головної команди країни 116 матчів, забивши 13 голів.
2000 року став олімпійським чемпіоном на Олімпійських іграх в Сіднеї
У складі збірної був учасником двох чемпіонатів світу — 2002 року в Японії і Південній Кореї, а також 2010 року у ПАР. Також брав участь у розіграшу Кубка Конфедерацій 2001 року та розіграшу Кубка Конфедерацій 2003 року у Франції, де разом з командою здобув «срібло».
Учасник семи розіграшів Кубка африканських націй, що проводилися протягом 1998—2010 років. Двічі допомагав камерунцям ставати переможцями цього турніру — в розіграші 2000 року, що проходив в Гані та Нігерії, та 2002 року в Малі. В активі Жеремі також «срібло» континентальної першості, завойоване за результатами розіграшу Кубка африканських націй 2008 року у Гані.

## Титули і досягнення

### Клубні
- Чемпіон Іспанії (1):

«Реал Мадрид»: 2000-01
- Володар Суперкубка Іспанії з футболу (1):

«Реал Мадрид»: 2001
- Чемпіон Англії (2):

«Челсі»: 2004-05, 2005-06
- Володар Кубка англійської ліги (2):

«Челсі»: 2004-05, 2006-07
- Володар Кубка Англії (1):

«Челсі»: 2006-07
- Володар Суперкубка Англії з футболу (1):

«Челсі»: 2005
- Переможець Ліги чемпіонів УЄФА (2):

«Реал Мадрид»: 1999-00, 2001-02

### Збірні
- Чемпіон Африки (U-21): 1995
- Володар Кубка африканських націй (2):

2000, 2002
- Срібний призер Кубка африканських націй: 2008
- Олімпійський чемпіон (1):

2000